# Hussein Suleiman
Hussein Suleiman (Somalië, 1989) is een Nederlandse modeontwerper, van Somalische afkomst. Hij is met name bekend als mede-oprichter van modemerk Daily Paper.

## Levensloop
Suleiman werd geboren in Somalië. Op tweejarige leeftijd vluchtte hij samen met zijn ouders naar Nederland voor de oorlog in Somalië. Ze kwamen in een asielzoekerscentrum terecht. Suleiman groeide op in Heerhugowaard.
Na zijn middelbare school verhuisde Suleiman naar Amsterdam, waar hij Bouwkunde ging studeren aan de Hogeschool van Amsterdam. In eerste instantie wilde hij architect worden, maar deze studie wisselde hij later in voor International Business toen hij zijn focus naar mode verlegde. Tijdens zijn studie was hij uitwisselingsstudent in Mexico.
In 2008 startte hij samen met zijn vrienden Abderrahmane Trabsini en Jefferson Osei een blog genaamd Daily Paper. In een aantal jaar verlegden zij de focus van de blog naar mode. In 2012 gaat het merk officieel verder als modemerk. In korte tijd behaalt het merk grote successen, binnen Nederland en internationaal.

## Daily Paper
Binnen Daily Paper is Suleiman de drijvende kracht naar de expansie richting de Verenigde Staten. In 2020 woonde hij in New York om daar de vestiging in de Verenigde Staten te begeleiden.